# Edigar Junio
Edigar Junio, né le 6 mai 1991 à Gama (District fédéral), est un footballeur brésilien qui évolue au poste d'attaquant au V-Varen Nagasaki.

## Biographie
Junio est formé au Paraná Soccer Technical Center puis à l'Athletico Paranaense de 2008 à 2011. 
Junio est lancé dans le bain professionnel par Leandro Niehues le 30 juin 2011. Il entre en jeu à la place de Paulo Baier et inscrit l'unique but de son équipe lors d'une défaite 3-1 contre Fluminense en Série A. Junio marque deux autres buts et finit la saison avec un total de trois réalisations en douze rencontres. 
Le club est néanmoins relégué en Série B pour la saison 2012. Malgré des débuts prometteurs, Junio peine à confirmer et se fait prêter à Joinville pendant deux saisons. Il gagne en temps de jeu et en confiance devant le but. Après une saison 2013 correcte, Junio s'affirme comme un buteur régulier en 2014 en marquant douze buts en Série B tandis que Joinville est sacré champion. De retour à Paranaense, il se fait de nouveau prêter au club en 2015.
Junio est prêté à l'EC Bahia le 18 janvier 2016. Après un exercice réussi où il marque seize buts, Bahia le signe en 2017.
Le 12 janvier 2019, Junio est prêté une saison au Yokohama F. Marinos.
Junior marque dès ses débuts en J League le 23 février 2019 et permet un succès 2-3 à l'extérieur contre le Gamba Osaka. Il s'offre un doublé la journée suivante face au Vegalta Sendai (victoire 2-1). Après une blessure qui lui fait rater quatre matches, Junio revient début mai 2019 et enchaîne les buts, marquant à huit reprises lors de dix rencontres. Toutefois, une nouvelle blessure en août l'éloigne définitivement des terrains jusqu'à la fin de la saison. Malgré cela, il fait partie des meilleurs buteurs du championnat avec onze réalisations et les Marinos sont sacrés champions au bout du suspense. 
En janvier 2020, le prêt de l'attaquant brésilien est renouvelé pour une saison.

## Palmarès

### En club
Joinville
- Série B : 2014

 EC Bahia
- Copa do Nordeste : 2017
- Campeonato Baiano : 2018

 Yokohama F. Marinos
- J1 League : 2019